# Kondákor Zsófia
Kondákor Zsófia (Nagykanizsa, 1980. február 19. –) magyar színésznő, műsorvezető.

## Pályafutása
2002-2005 között elvégezte Gór Nagy Mária színitanodáját. Modellként több újságban szerepelt. 2002 tavasza 2004 ősze között, majd 2006 októberétől 2007 februárjáig gidaként szerepelt az R-GO együttesben. 2019-ben megnyerte a TV2 MasterChef VIP, egy magyar televíziós főzőshowt.

## Kisebb filmszerepek sorozatszerepek
- 2005 "Egy szoknya egy nadrág" című filmben szerepelt.
- 2006 "Csak szex és más semmi" című filmben, Gesztesi Károly menyasszonyát játszotta.
- Szerepelt még a "Magánterület" című kisfilmben és egy "iráni" filmben is.
- Játszott a Barátok közt sorozatban az RTL Klubon (Helga).
- A Jóban Rosszban című szappanoperában a TV2-n Dr. Horváth Veronikát alakítja.